# Tramvie Elettriche Bergamasche
La Tramvie Elettriche Bergamasche S.p.A (TEB) è una società per azioni controllata al 55% da ATB Mobilità, a sua volta interamente controllata dal Comune di Bergamo, al 40% dalla Provincia e al 5% dalla Camera di commercio di Bergamo. Il suo oggetto sociale è la progettazione, la costruzione e l'esercizio di linee tranviarie nel territorio della provincia orobica. 

## Rete tranviaria
La rete tranviaria è composta da un'unica linea in esercizio, la tranvia Bergamo-Albino (T1), che collega il capoluogo orobico alla cittadina di Albino utilizzando parte del tracciato della ferrovia della Valle Seriana.
È in costruzione una seconda tranvia extraurbana, la tranvia Bergamo-Villa d'Almè (T2), che reimpiega parte del sedime della ferrovia della Valle Brembana.

## Storia

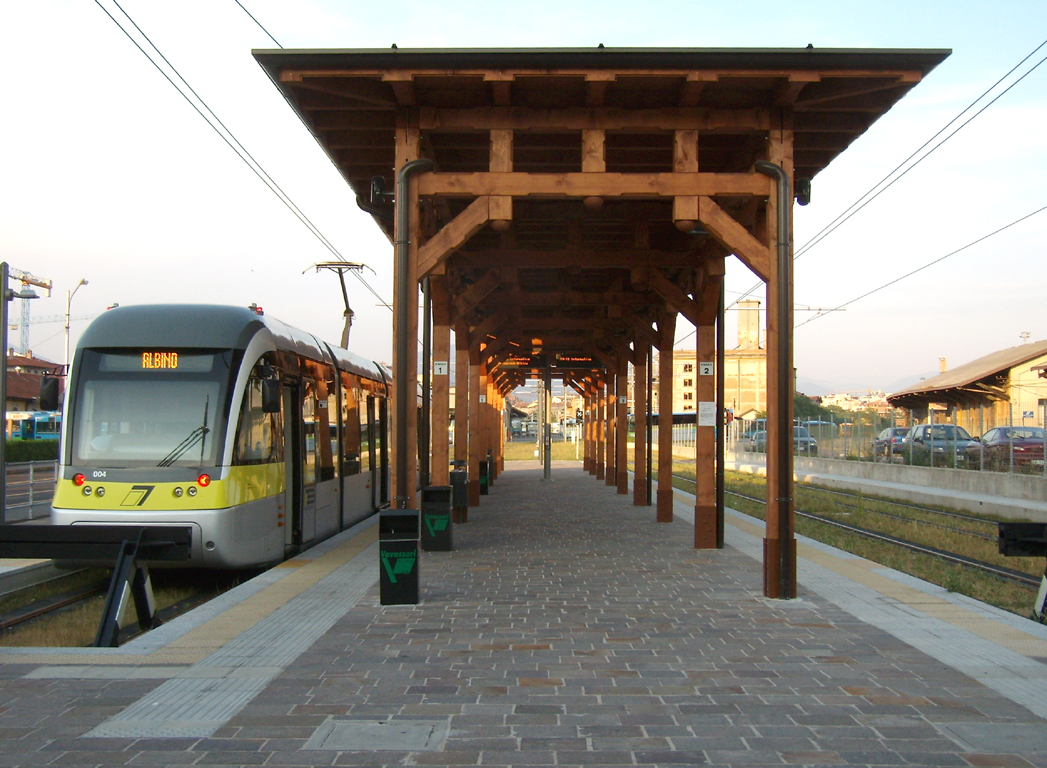
Il Sirio Bergamo 004 in sosta alla fermata capolinea di Bergamo FS

Fu costituita nel 2000 con quote paritarie conferite dall'amministrazione comunale e da quella provinciale di Bergamo.
L'anno seguente indisse la gara per la costruzione del tronco Bergamo-Alzano Centro della tranvia Bergamo-Albino, la quale fu aggiudicata dal Consorzio Cooperative Costruzioni di Bologna. A seguito del fallimento del consorzio, nel luglio 2005 la TEB dovette ripetere la gara, comprendente in questo caso anche il tratto Alzano Centro-Italia. I nuovi lavori furono assegnati a un'associazione temporanea di imprese comprendenti diverse società di costruzioni, mentre la direzione degli stessi fu affidata dalla TEB alla Metropolitana Milanese. Durante lo stesso 2005, il comune di Bergamo cedette le sue azioni ad ATB Mobilità, mentre, in una data imprecisata, l'amministrazione provinciale cedette un 10% del capitale sociale alla Camera di Commercio di Bergamo.
La Bergamo-Albino fu aperta nel corso del 2009. Da quell'anno, la società tranviaria esercisce provvisoriamente il servizio tranviario in attesa che sia assegnato, tramite gara, all'impresa, o a un gruppo di imprese, che dovrebbe gestire il servizio di trasporto pubblico nella provincia di Bergamo o in una delle sue sottoreti. La convenzione fu approvata nel marzo 2012.
Il 26 novembre 2016, ATB Mobilità acquistò sia il 5% del capitale sociale posseduto dalla Camera di commercio sia il 5% dalla provincia di Bergamo, raggiungendo il 55% del capitale sociale e ottenendo il controllo societario.
Nel corso dello stesso 2016, le competenze della Provincia di Bergamo furono trasferite all'Agenzia per il trasporto pubblico locale di Bergamo a cui fu assegnato il compito di prorogare la durata della convenzione del 2012. L'ultima proroga fu stabilita dall'agenzia al 31 dicembre 2025.
Nel 2024, iniziarono i lavori di costruzione della seconda linea tranviaria, diretta a Villa d'Almè.

## Materiale rotabile

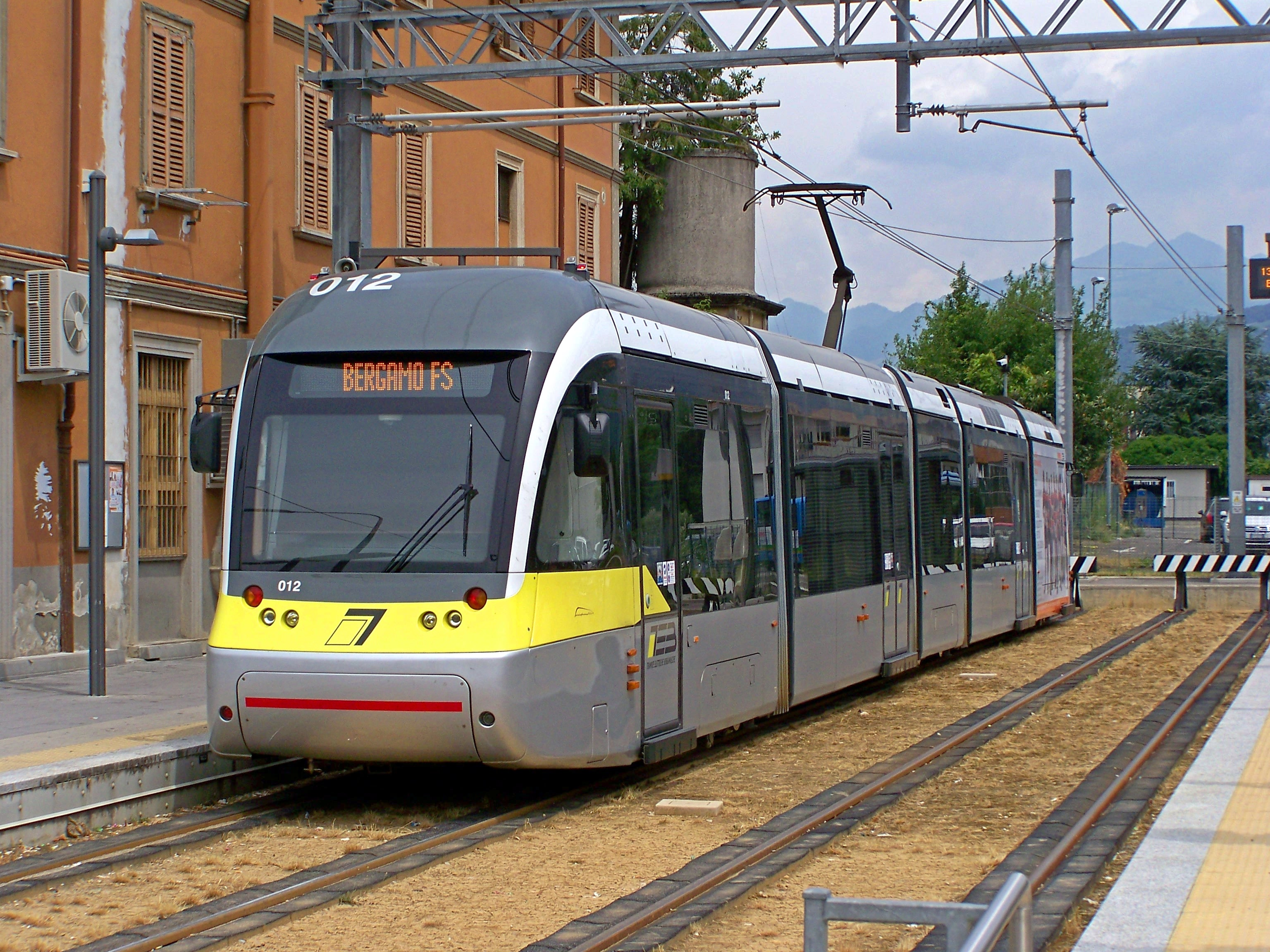
Un Sirio della TEB in sosta ad Albino

La TEB possiede un unico deposito, posto a servizio della Bergamo-Albino e sito all'interno del comune di Ranica.
I tram in esercizio sono quattordici AnsaldoBreda Sirio a cinque elementi con 62 posti a sedere e 177 in piedi, immatricolati nella serie 001÷014. Gli allestimenti interni sono curati da Krizia, mentre quelli esterni sono curati da Pininfarina.
Sono presenti inoltre un carro di manutenzione e soccorso (Unimog) e un rimorchio tranviario per la manutenzione di linea.